# フリーク (チャップリンの映画)
『フリーク』 （The Freak）は、チャールズ・チャップリンが晩年に製作を構想していた映画。チャップリンは生涯の最後まで作品の完成に意欲を持っていたが、最終的には1977年12月25日のチャップリンの死で作品が完成することはなかった。作品に関しては、チャップリン家に脚本や絵コンテなどの各種資料が残されている。

## あらすじ
南米アルゼンチンで翼を持った少女が発見された。少女は「サラファ」と名付けられ、サラファは大都会に連れてこられ、世間から「人か？鳥か？天使か？」という興味の対象となり、また検疫の対象にすべきと主張する人物らによって方々で追い回される。ついにはサラファを教祖にした新興宗教の設立をもくろむ誘拐犯まで現れる。やがてサラファには悲劇が待ち受けていた。

## 製作の経緯と背景
製作の構想は『伯爵夫人』製作中の1966年ごろに始まったと考えられる。監督と脚本はチャップリン、演出は『ライムライト』以降チャップリンの側近となったジェリー（ジェローム・エプスタイン）がそれぞれ務め、主役のサラファにはチャップリンの三女ヴィクトリア・チャップリンを充てる予定であった。チャップリンにはすでに長女ジェラルディンと次女ジョゼフィンがいたが、チャップリンはヴィクトリアこそがコメディエンヌの才能をもっており、鋭くかつ物悲しい眼差しがそれを引き立てていると考えていた。そして、サラファ用の翼を試作してヴィクトリアに取り付けてみたり、1969年3月には特撮スタッフとの打ち合わせが行われ、チャップリンも2年にわたって脚本を執筆し校正を続けていた。また、作中で使用される楽曲の作曲も終えていた。
ところが、特撮スタッフとの打ち合わせが行われた1969年、ヴィクトリアはフランスの俳優で理想のサーカスを作ることを夢見ていたジャン＝バティスト・ティエレとの交際を開始し、ティエレの夢に手を貸す形で出奔して結婚の末、サーカスのパフォーマーに転身してしまった。そもそも家を出ること自体がチャップリンとウーナに告げなかったことではあったが、ヒロインが思いがけない形で去ってしまったことにチャップリンは相当なショックを受けたと、少なくともウーナやエプスタインは感じていた。その後、1972年にアカデミー名誉賞を受けるために20年ぶりにアメリカを訪問した際には「『フリーク』の背景の合成をやりやすくしてくれそうな新しいキャメラを見たかったから」というジョークを飛ばし、1975年に『巴里の女性』（1923年）のための音楽を付けたあとも時折脚本の手直しを行い、回顧録『映画のなかのわが人生』（My Life in Pictures）でも『フリーク』について取り上げて「いつの日かその映画を作るつもりだ」という一節で結ぶなど、迫る老いの中でも制作意欲が途切れることはなかった。しかし、1977年12月25日未明にチャップリンが生涯を終えたことにより、『フリーク』が完成することはなかった。
チャップリンが『フリーク』で伝えたかったことについて、イタリアのチャップリン研究家チェチリア・チェンチャレーリは寛容であると述べている。もっとも、寛容をテーマにした理由については不明である。ちなみに、寛容の重要性および不寛容への批判というテーマは、かつてチャップリンの盟友でもあったD・W・グリフィスの大作『イントレランス』（1916年）でも取り上げられているものであり、チャップリン側の作品は完成しなかったとはいえ、半世紀の時を超えて寛容をテーマにした作品を盟友同士が手掛けていたことになる。
なお、日本においては映画評論家の淀川長治が『フリーク』に関する情報を伝えていたが、その際に淀川が「『フリーク』はミュージカル映画になるはずだった」と語ったためか、チャップリン研究家の大野裕之をはじめ「『フリーク』＝ミュージカル」という認識が広まった。しかし、チャップリン家に残されている『フリーク』に関する資料が徐々に明らかになり、これを踏まえて大野は後に「ミュージカルではない」と訂正している。

## 主題歌
チャップリンは本作のために”You Are the Song”を作曲した。作詞：グレン・アンソニー、日本語詞：大野裕之（「外部リンク参照」）。